# ملكية عامة (فلم)
ملكية عامة (بالإنجليزية: Public Property) هو فيلم نيجيري صدرَ عام 2017 من إخراج توبي ألاكي وأشيوني راكاه.

## القصّة
يظهر في الفيلم شاب يتلاعبُ بالنساء قبل أن يهجرهنّ. جرّب طريقته هذه على الكثير من النساء لكنه يقعُ في مشكلةٍ مع واحدة فيُواجه أوقات عصيبة جدًا.

## طاقم التمثيل
| - آشيوني ميشيل راكا - فيمي جاكوبس - كيكي عميلي | - أوكي أوزويشي - بول ادامز - سيكا أوسي |